# زنا المحارم العرضي
زنا المحارم العرضي، غِشيان المحارم العرضي أو سِفَاح القُربى العرضي هو السلوكات الجنسية أو الزواج بين شخصين لم يكونا على علم بالعلاقة العائلية بينهما، فيكونان قد وقعا في زنا المحارم. قد يلتقي شخصان بينهما علاقة بيولوجية بعد بلوغهما فينجذبان جنسيا لبعضهما، يسمى هذا بالإنجذاب الجنسي الوراثي.
تمنع قوانين عدة أنظمة قضائية زواج الأقارب حتى لو لم يكن العضوان المتزوجان على علم بالقرابة بينهما. إذا اشتبه بوجود علاقة زنا محارم قد يتم إجراء تحاليل الحمض النووي. تسمح بعض الأنظمة القضائية للأبناء الناتجين عن تبرعات التلقيح الصناعي بالتحقق من سجلات التبرعات أو سجلات التبني.

## أسباب
قد يكون الناس غير مدركين للقرابة بينهم في عدد من الحالات، مثل التلقيح الاصطناعي بمني مجهول من تبرع به مما قد يؤدي إلى جهل السلف أي علاقات بيولوجية مثل الأبوة أو الأخوة. للتقليل من إمكانية حدوث زنا المحارم العرضي تقوم عيادات الخصوبة عادة بالحد من عدد المرات التي يستعمل فيها المني الخاص بمتبرع معين. تعمل بعض الدول بقوانين تحدد عدد الأطفال الذين يمكن أن ينتجوا عن متبرع معين، بينما تحدد دول أخرى عدد التبرعات وفقا لرقم العائلة ليكون جميع الإخوة والأخوات فيها أشقاء بيولوجيين.
تسمح التايوان لمن ولد بطريقة اصطناعية بالتحقق من وجود علاقة دموية بينه وبين الشخص الذي ينوي الزواج منه.
قد يظهر زنا المحارم العرضي أيضا في الوضعيات التالية:
- أطفال منفصلون عن عائلاتهم عند الولادة،
- التخلي عن الأطفال،[7]
- الاستكشاف الجنسي.

## أمثلة
- سنة 2008 انتشرت اخبار بأن أخا وأخته في بريطانيا كانا توأما انفصلا عند ولادتهما، قد تزوجا دون العلم بعلاقتهما. وفقا لهذا البيان فقد اكتشفا العلاقة بعد مدة قصيرة من زواجهما، ففسخا زواجهما، وأقامت القضية نقاشا حول خطورة بقاء عمليات التبني سرا.[8][9] ولكن شككت بعض الأطراف في صحة القصة.[10]
- اكتشف شخصان مخطوبان في جنوب إفريقيا أنهما شقيقان قبل زواجهما، وذلك بعد علاقة مدتها خمس سنوات. فقد كبرا بعيدين عن بعضهما والتقيا بعد نضجهما في الجامعة. ومباشرة قبل زواجهما تقابل والداهما وادركا أنهما شقيقان، فانفصلا بعد ذلك.[11]